# Karl Saur
Karl-Otto Saur (Düsseldorf, 16 febbraio 1902 – Pullach, 28 luglio 1966) è stato un ingegnere e politico tedesco.
Fu segretario di stato nel Ministero del Reich per gli armamenti e la produzione bellica nella Germania nazista e de iure ultimo ministro degli armamenti del Terzo Reich.

## Biografia
Dopo la laurea, Saur lavorò alla Thyssen e successivamente, in seguito alla morte del padre, assunse la gestione della società di ingegneria di famiglia a Friburgo fino al 1928, anno in cui l'azienda andò in bancarotta alle soglie della grande depressione. Nel 1929 Saur tornò alla Thyssen e fu direttore del dipartimento affari della August Thyssen-Hütte a Duisburg. Nel 1931 divenne membro del Partito nazista ed entrò a far parte dell'Organizzazione Todt, divenendo il vice di Fritz Todt.
Nel 1942, in seguito alla morte di Fritz Todt in un incidente aereo, Saur divenne ufficialmente il vice del nuovo ministro degli armamenti Albert Speer. In questo periodo Saur è stato particolarmente decisivo nell'ottenimento degli obiettivi militari ed è stato responsabile in tutti gli aspetti di incremento della produzione bellica, compresi gli ordini che regolavano il flusso di lavoratori forzati verso la fine della seconda guerra mondiale. Per il lavoro svolto, Saur nel 1945 fu insignito della Croce d'oro di cavaliere al merito di guerra, una variante della Croce di Ferro conferita al personale non combattente, che fu assegnata solamente due volte. Alcune fonti affermano però che questa onorificenza sia stata solo suggerita e non finalizzata a causa della confusione presente alla fine della guerra.
Nel suo testamento politico, Adolf Hitler nominò Karl-Otto Saur, ministro per l'armamento e le munizioni (in lingua originale Rüstung), di fatto fu successore di Albert Speer dopo che quest'ultimo cadde in disgrazia per il suo ruolo svolto nella prevenzione della terra bruciata voluta da Hitler. Dopo la morte di Hitler, Karl Dönitz proseguì con Saur ma permise anche a Speer di tornare alla sua carica. Nel maggio 1945 Saur fu rinchiuso in un campo di prigionia americano. Nel 1948 fu un testimone per l'accusa al processo Krupp di Norimberga, gli americani gli offrirono l'immunità dai procedimenti giudiziari per crimini di guerra, per ottenere una prova per dimostrare la colpa collettiva dell'industria tedesca. Per questo fu visto come un traditore da parte dell'industria e fu socialmente isolato. Durante il processo di denazificazione fu classificato come "compagno di viaggio" e rilasciato poco dopo.
Saur fondò una società di consulenza di ingegneria nel 1949 ed avviò anche una piccola casa editrice. La società risultante KG Saur Verlag raggiunse il successo economico solo a partire dall'inizio degli anni sessanta sotto la direzione del figlio Klaus Gerhard Saur.